# Ватутино (Нестеровский район)
Ватутино (до 1947 — Тутшен (нем. Tutschen)) — посёлок в Нестеровском районе Калининградской области. Входит в состав Илюшинского сельского поселения. 

## История
В 1874 году включен в район Каттенау, в 1945 году вошёл в состав СССР. До 1947 года носил немецкое название Тутшен (нем. Tutschen).
С 2008 по 2018 год посёлок входил в состав Ильюшинского сельского поселения, с 2022 года — в составе Нестеровского муниципального округа.

## Население
| 1910 | 1933 | 1939 | 2002 | 2010 |
| ---- | ---- | ---- | ---- | ---- |
| 498  | ↗500 | ↘471 | ↘162 | ↗203 |